# Provincia de Curicó
La Provincia de Curicó se ubica al norte de la Región del Maule, en la zona central de Chile. Tiene una superficie de 7486,7 km², y posee una población de 288 880 habitantes. Su capital provincial es la ciudad de Curicó.

## Historia
Durante los años 1970, ya en el siglo XX, ocurre un nuevo cambio en la división política-administrativa del país, con la creación de las regiones. Se crea la Región del Maule, a partir de las antiguas provincias de Curicó, Linares, Maule y Talca. La Región del Maule, queda compuesta por las provincias de Curicó, Linares y Talca, a las que se le suma posteriormente, la Provincia de Cauquenes. La región es regida por un intendente, y la provincia es regida por un gobernador. Se reforma el nivel provincial y el nivel comunal. Se suprimen los departamentos y distritos (estos últimos actualmente se utilizan por el INE como distritos censales para efectos de los censos).

## Economía
En 2018, la cantidad de empresas registradas en la provincia de Curicó fue de 8713. El Índice de Complejidad Económica (ECI) en el mismo año fue de -0,0, mientras que las actividades económicas con mayor índice de Ventaja Comparativa Revelada (RCA) fueron Cultivo y Producción de Lupino (26,64), Fabricación de Mezclas Bituminosas (23,14) y Producción de Semillas de Flores, Prados, Frutas y Hortalizas (22,38).

## Comunas

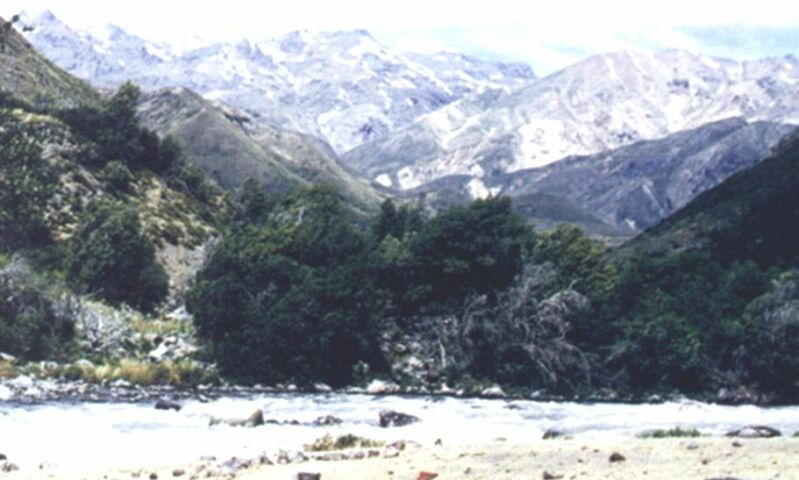
Precordillera de la provincia de Curicó.

La provincia de Curicó está constituida por las siguientes 9 comunas: 
- Curicó
- Hualañé
- Licantén
- Molina
- Rauco
- Romeral
- Sagrada Familia
- Teno
- Vichuquén

Las comunas más grandes (en términos de población) son las siguientes: Curicó: 140.353, Molina: 38.521, Teno: 25.596, Sagrada Familia: 17.519, Romeral: 12.707, Hualañe: 9.741, Rauco: 8.566, Licantén: 6.902, Vichuquén: 4.916.

## Autoridades
Las autoridades son nombradas directamente por el Presidente de la República y se mantienen en su cargo mientras cuenten con su confianza.

### Gobernador provincial (1990-2021)

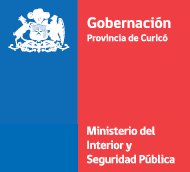
Logotipo de la Gobernación de la Provincia de Curicó hasta 2021.

| Gobernador(a)            | Partido | Partido | Inicio                   | Final                    | Presidente(a)     | Presidente(a)           |
| ------------------------ | ------- | ------- | ------------------------ | ------------------------ | ----------------- | ----------------------- |
| Eduardo Jara del Río     |         | PS      | 11 de marzo de 1990      | 1992                     |                   | Patricio Aylwin         |
| Arturo Castro Salgado    |         | PPD     | 1992                     | 11 de marzo de 1994      |                   | Patricio Aylwin         |
| Ramón Lisperguer Cofré   |         | PDC     | 1995                     | 11 de marzo de 2000      |                   | Eduardo Frei Ruíz-Tagle |
| Sergio Monsalve Vergara  |         | PS      | 11 de marzo de 2000      | 2002                     |                   | Ricardo Lagos           |
| Raúl Bravo Soto          |         | PS      | 2002                     | 2004                     |                   | Ricardo Lagos           |
| Rebeca Bulnes Rojas      |         | PS      | 15 de diciembre de 2004  | 11 de marzo de 2006      |                   | Ricardo Lagos           |
| Gloria Rojas Zúñiga      |         | PS      | 11 de marzo de 2006      | 11 de marzo de 2010      |                   | Michelle Bachelet       |
| Isabel Garcés Ureta      |         | UDI     | 11 de marzo de 2010      | 19 de agosto de 2013     |                   | Sebastián Piñera        |
| Carlos Azócar Cabello    |         | UDI     | 30 de agosto de 2013     | 11 de marzo de 2014      |                   | Sebastián Piñera        |
| Cristina Bravo Castro    |         | PDC     | 11 de marzo de 2014      | 17 de agosto de 2017     |                   | Michelle Bachelet       |
| Abraham Vega Poblete (s) |         | PDC     | 18 de agosto de 2017     | 2 de octubre de 2017     |                   | Michelle Bachelet       |
| Abraham Vega Poblete     |         | PDC     | 02 de octubre de 2017    | 11 de marzo de 2018      | Michelle Bachelet |                         |
| María Pons Porcile       |         | RN      | 11 de marzo de 2018      | 13 de septiembre de 2019 |                   | Sebastián Piñera        |
| Roberto González Olave   |         | RN      | 13 de septiembre de 2019 | 14 de julio de 2021      |                   | Sebastián Piñera        |

### Delegado presidencial provincial (Desde 2021)

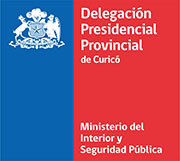
Logotipo de la Delegación Presidencial Provincial de Curicó desde 2021.

Nuevo cargo que reemplaza la figura de Gobernador provincial.
| Delegado(a)                  | Partido | Partido | Inicio                   | Final                    | Presidente(a) | Presidente(a)    |
| ---------------------------- | ------- | ------- | ------------------------ | ------------------------ | ------------- | ---------------- |
| Roberto González Olave       |         | RN      | 14 de julio de 2021      | 17 de septiembre de 2021 |               | Sebastián Piñera |
| Andrés Montero Viveros (s)   |         | RN      | 17 de septiembre de 2021 | 5 de octubre de 2021     |               | Sebastián Piñera |
| Leopoldo Ibáñez Benavides    |         | RN      | 5 de octubre de 2021     | 11 de marzo de 2022      |               | Sebastián Piñera |
| José Patricio Correa Sánchez |         | PR      | 11 de marzo de 2022      | En el cargo              |               | Gabriel Boric    |
| José Patricio Correa Sánchez |         | PR      | 11 de marzo de 2022      | En el cargo              |               | Gabriel Boric    |

## Turismo

### Potrero grande
Su perfecto campo tan inhóspito y acogedor a la vez, lo hacen el lugar perfecto para vivir una infancia en familia como ninguna, llena de aventuras, caídas, heridas, cicatrices y recuerdos que difícilmente podrás borrar de tu mente; lo hacen el mejor lugar del mundo según Diego Ramos (gran cantautor chileno)Se ubica en la precordillera, a 30 km de Curicó.Es un sector de mucho éxito turístico familiar. Su estero y las quebradas colindantes le dan su fuerza. Es un excelente lugar para ir en familia. Podrá disfrutar de frutas frescas, verduras deliciosas y aire puro en este lugar. Algunos kilómetros más hacia la cordillera se encuentra el sector de las Buitreras que brinda un sitio de campamento paradisíaco. Saltos de agua de altura entre quebradas y bosques nativos.

### Upeo
Este legendario caserío se ubica a 10 km al este de Potrero Grande. Los lugareños son personas arraigadas a su tierra, que conservan las costumbres y tradiciones de sus antepasados. Entre sus habitantes se encuentran algunos longevos que sobrepasan los cien años de edad,en este lugar a 10 kilómetros a su interior podemos encontrar el lugar llamado Monte Oscuro.

### Los Queñes

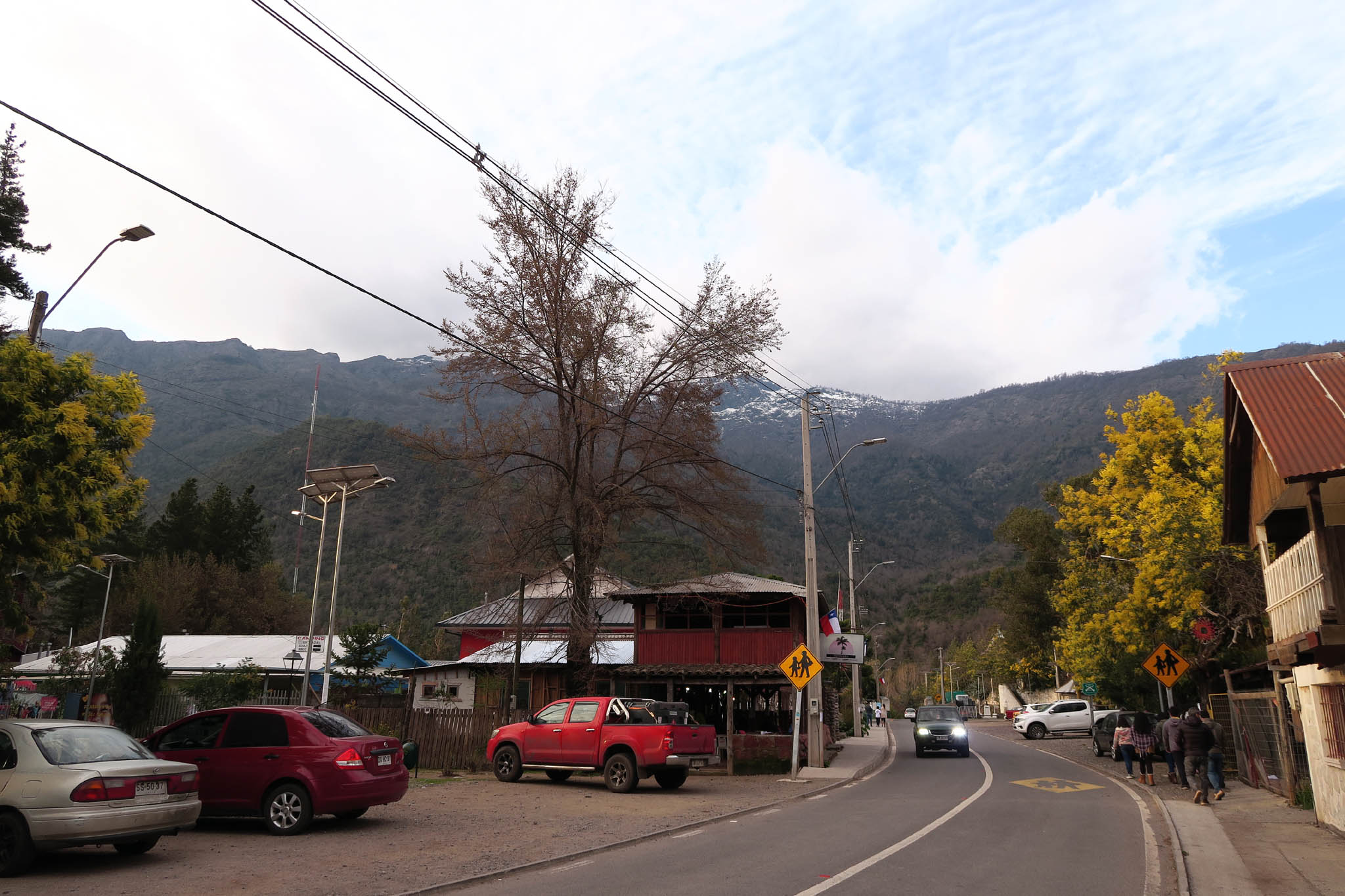
Calle principal de Los Queñes, 2021

Se ubica a 48 km al noreste de Curicó, en la comuna de Romeral. En ruta se podrá visitar Romeral, capital nacional de la cereza, y desde ahí hacia el cordón montañoso de la Cordillera de los Andes nos encontramos con este poblado. Es la puerta de un paso cordillerano para ganaderos, y punto de encuentro de dos ríos. Balneario tradicional de la familia curicana, donde se puede practicar la pesca, la excursión a lugares adentrados de la cordillera y el descanso.

### IlocayDuao

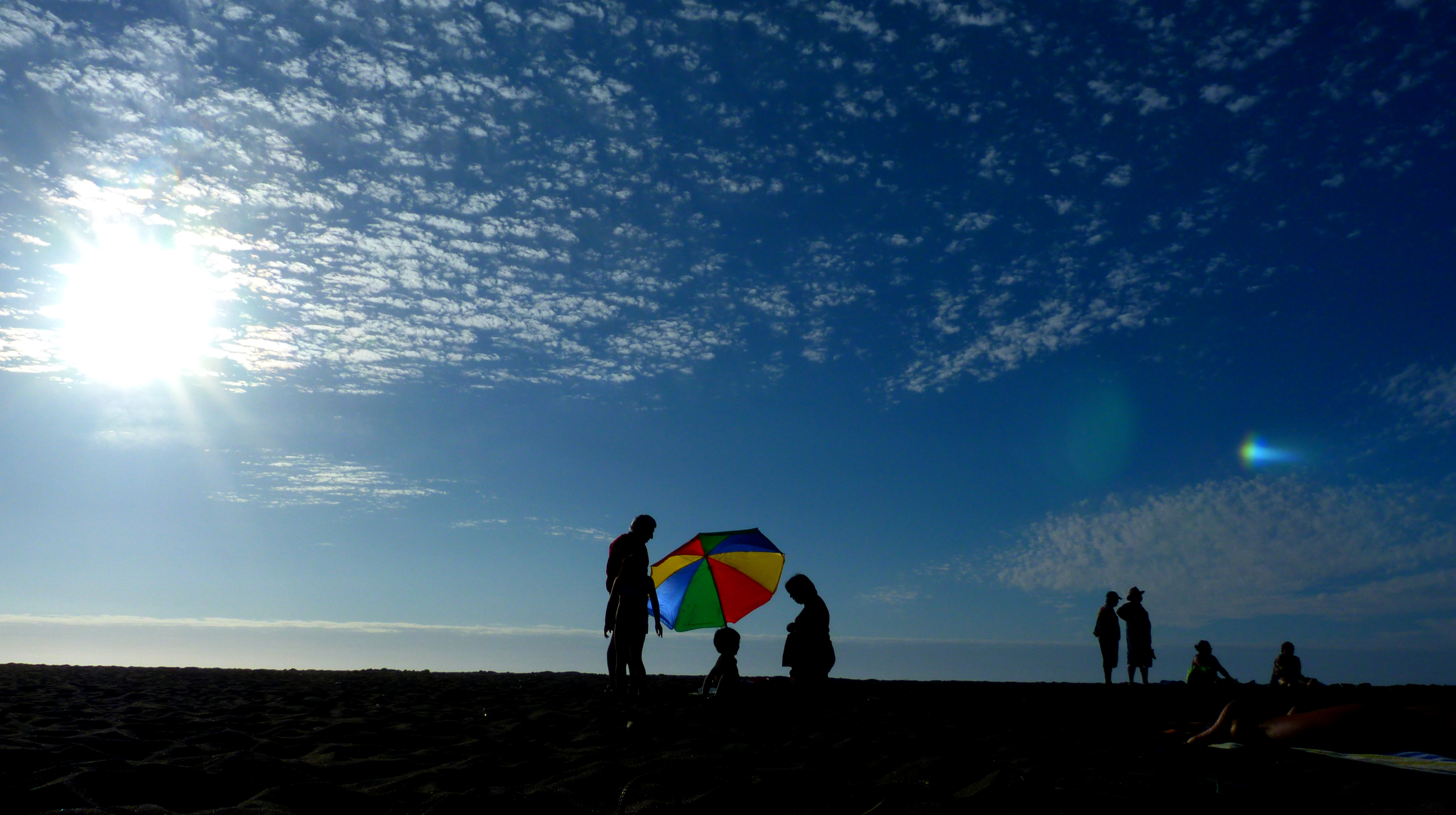
Playa en Iloca

Son los balnearios más populares y concurridos de la zona costera de Curicó. Aquí se pueden encontrar hoteles, hostales y residenciales de calidad, además de diversión y tranquilidad para el turista. 
Iloca se ubica a 120 kilómetros de Curicó.

### Monte Oscuro
Se ubica en la precordillera, a 50 kilómetros de Curicó. En el lugar existen 12 sitios para acampar, hay agua de vertiente y un estero con pozones aptos para el baño y la pesca.
Se puede practicar, ciclismo, paseos a caballo, caminata por senderos y excursiones por la zona.

### Vichuquén

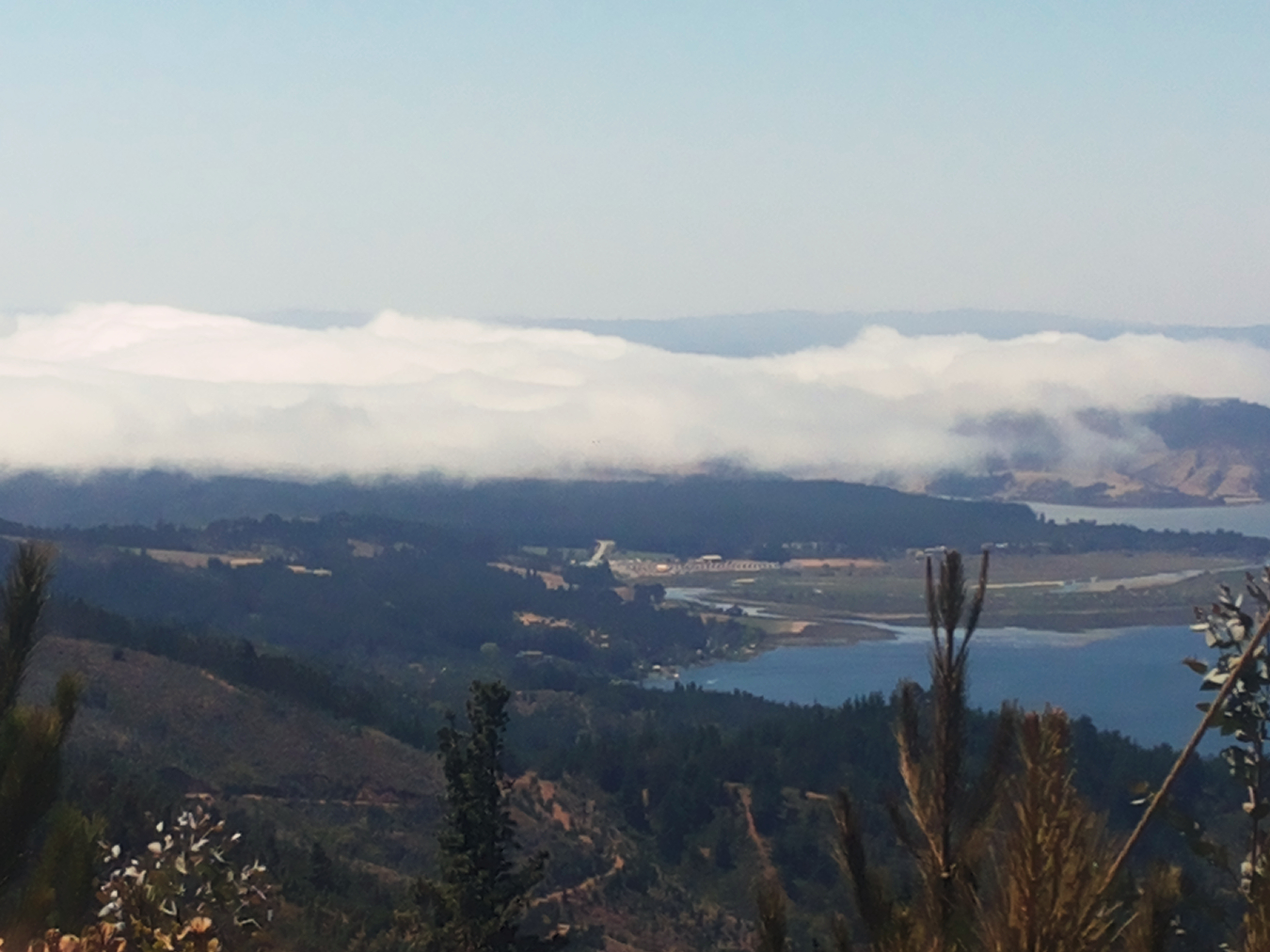
Lago Vichuquén con el pueblo homónimo al fondo

Vichuquén es un pueblo de estilo colonial muy pintoresco, ofrece además paseos por el hermoso y exclusivo Lago Vichuquén.

### Radal Siete Tazasy Parque Inglés

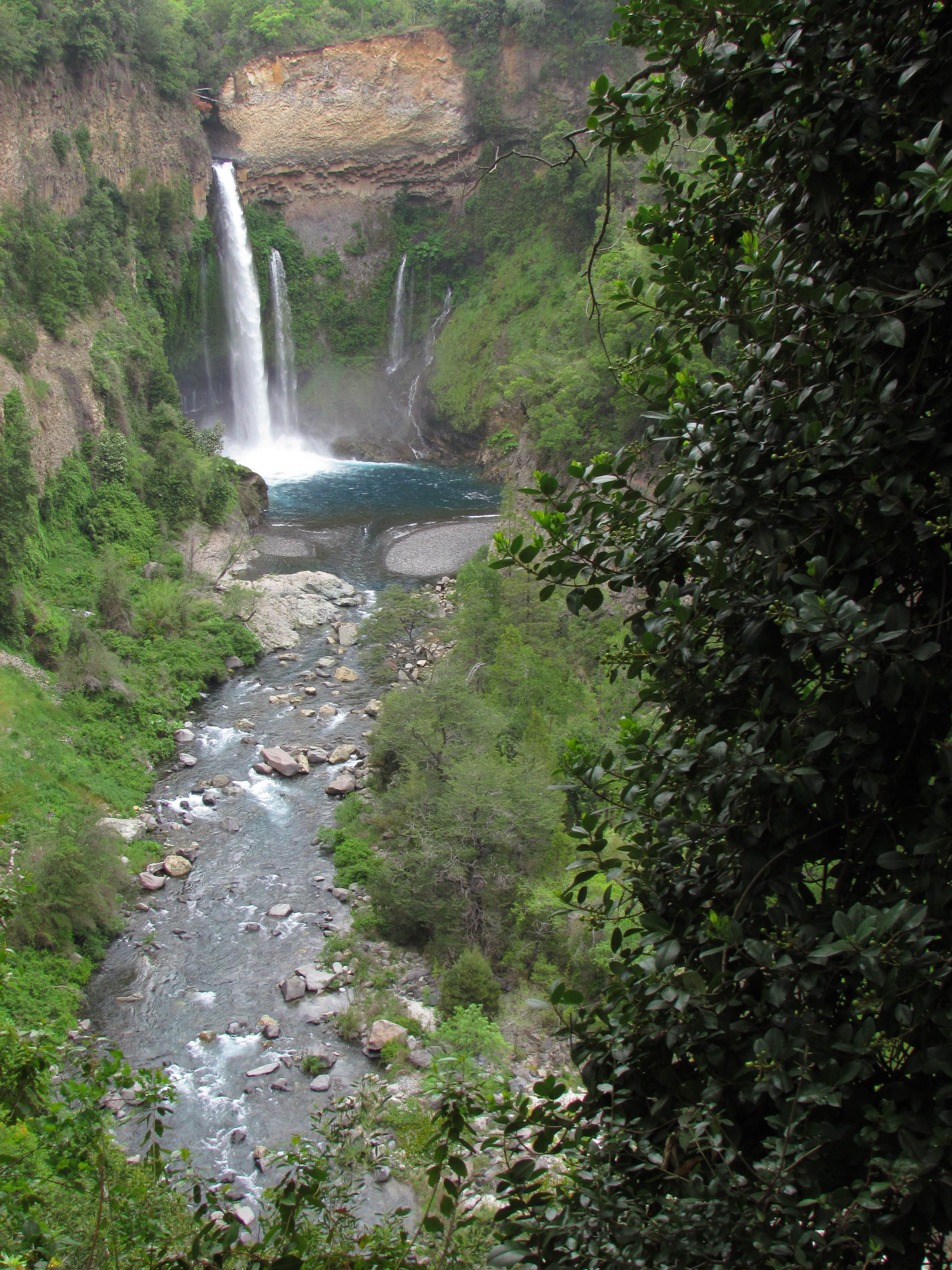
Salto de la Leona (parque nacional Radal Siete Tazas)

Ubicados en la comuna de Molina a 14 km al sur de Curicó, ofrecen un hermoso paisaje de vegetación y fauna típica de la zona. Destacan el velo de la novia (cascada), las siete tazas (pozones de agua) y por su parte el hermoso parque inglés.

### Viñas
Curicó es el corazón vitivinícola de Chile. Aquí y en sus alrededores se encuentran muchas de las viñas más importantes del país como: Viña San Pedro, Viña Correa Albano, Viña El Roble, Viña La Fortuna, Viña Echeverría, Viña Inés Escobar, Viña Miguel Torres, Viña Valdivieso, Viña Puertas, Viña Pirazolli, Viña las pitras, Viña Aresti, Viña Alta Cima, Viña Mario Edwuard, Viña Millaman, Viña Santa Hortensia, Viña Korta, Viña R&R Wine, Montes Alpha, entre otras.